# Cantonul Saint-Amand-Longpré
Cantonul Saint-Amand-Longpré este un canton din arondismentul Vendôme, departamentul Loir-et-Cher, regiunea Centru, Franța.

## Comune
- Ambloy
- Authon
- Crucheray
- Gombergean
- Huisseau-en-Beauce
- Lancé
- Nourray
- Prunay-Cassereau
- Saint-Amand-Longpré (reședință)
- Saint-Gourgon
- Sasnières
- Villechauve
- Villeporcher